# Corniche d'Or
La corniche d'Or o corniche de l'Estérel è una strada francese che costeggia il Mediterraneo ai piedi del Massiccio dell'Estérel tra le località di Fréjus (Varo) e Mandelieu-la-Napoule (Alpi Marittime) in Costa Azzurra.

## Storia
Dall'epoca romana fino alla fine del XIX secolo per andare da Fréjus a Cannes si poteva solo attraversare il Massiccio dell'Estérel. Tra il 1901 e il 1903 fu quindi costruita lungo la costa una strada per iniziativa del Touring Club de France e con il sostegno della Compagnia ferroviaria da Parigi a Lione e il Mediterraneo. È un percorso turistico, con molte curve, che attraversa più volte il percorso della ferrovia, ma senza alcun passaggio a livello.
La strada divenne parte, nel 1904, della N7, sostituendo il percorso originario fino a quel momento passante all'interno del massiccio. Nel 1937 la circolazione su questa tratta è diventata troppo importante e la N7 riprese il suo percorso iniziale e la corniche venne integrata nella N98.
Nel 2006 la strada venne declassata a strada dipartimentale, prendendo la denominazione D98 nel Varo e D2098 nelle Alpi Marittime; oggi è invece parte della D559 nel Varo e della D6098 nelle Alpi Marittime.

## Nella cultura di massa
Sono numerosi i film con delle scene girate lungo la corniche d'Or, tra cui: Atoll K di John Berry e Léo Joannon, Colpo grosso ma non troppo di Gérard Oury, Il clan dei siciliani di Henri Verneuil e Il truffacuori di Pascal Chaumeil.